# فرناندو بيريز
فرناندو بيريز (بالإنجليزية: Fernando Perez) هو لاعب كرة قاعدة أمريكي، ولد في 23 أبريل 1983 في إليزابيث في الولايات المتحدة.

## وصلات خارجية
- فرناندو بيريز على موقع دوري كرة القاعدة الرئيسي (الإنجليزية)
- فرناندو بيريز على موقعبيزبول رفرنس.كوم (الدوري الرئيسي) (الإنجليزية)
- فرناندو بيريز على موقعبيزبول رفرنس.كوم (الدوري الثانوي) (الإنجليزية)
- فرناندو بيريز على موقع إي إس بي إن.كوم (أم.أل.بي) (الإنجليزية)
- فرناندو بيريز على موقع مشجعي الرسوم البيانية (الإنجليزية)